# Fəxrəddin Veysəlli
Fəxrəddin Veysəlli (Fachraddin Vejsälli; * 13. Mai 1943 in Kürdəmir, Aserbaidschanische SSR) ist ein aserbaidschanischer Linguist, der einen großen Einfluss auf die Intonation und Phonologie in Aserbaidschan hat.

## Leben
Von 1950 bis 1960 verbrachte er seine Schuljahre im Heimatdorf Yenikənd im Bezirk Kürdəmir. Nach dem Schulabschluss ging Veysəlli nach Baku, wo er von 1960 bis 1965 die deutsche Sprache an der Bakuer Sprachenuniversität studierte und den Abschluss eines Germanisten erwarb. 
Als Student des V. Studienjahres begann er als Deutschlehrer an der Bakuer Sprachenuniversität zu arbeiten. Von 1965 bis 1966 leistete er Militärdienst. Von 1967 bis 1970 arbeitete er an der Dissertation Die deutsche terminale Satzintonation (experimentell-phonetische Untersuchungen) an der Leningrader Universität unter der Betreuung des Linguisten L. R. Zinder, die er im Jahre 1971 in Leningrad verteidigte. Von 1970 bis 1976 arbeitete er zuerst als Deutschlehrer, danach wurde er zum Lehrstuhlinhaber und Dekan der Deutschen Fakultät.
1976 fuhr er nach Moskau, wo er an der Moskauer Sprachenuniversität das Thema seiner Doktorarbeit mit Fachkollegen besprach und sich für „Die deutsche Vokalvariierung“ (experimentelle Angaben und theoretische Probleme) entschied. Nach der Rückkehr aus Moskau bekleidete er den Lehrstuhl für allgemeine Sprachwissenschaft an der Bakuer Sprachenuniversität. In den Jahren 1977–78 gewann er ein Forschungsstipendium des Deutschen Akademischen Austauschdienstes (DAAD) und vollendete seine Dissertation unter der Betreuung von G. Lindner und W. Tschetschner, die er im Jahre 1981 an der Sankt Petersburger Universität erfolgreich verteidigt hat.
Seit 1983 ist er Professor an der Bakuer Sprachenuniversität. Seitdem war er lange Jahre als Dekan, Lehrstuhlinhaber, Rektor und Direktor des Nässimiinstituts für Sprachwissenschaft der Aserbaidschanischen Akademie der Wissenschaften. Seit 2007 ist er Herausgeber der von ihm gegründeten Zeitschrift „Die Fremdsprachen in Asärbaidshan“.

## Werk
Geprägt von der Leningrader Schule, begründete Veysəlli die funktionale Betrachtung der Intonation (1971). Darüber hinaus verfasste er rund zwanzig bedeutende Werke zur Intonation und Phonologie, Semiotik 1971, 1981, 1989, 2005, 2008, 2011 usw. sowie zur germanistischen und allgemeinen Sprachwissenschaft. Sein bekanntes Werk Probleme der Phonetik und Phonologie wurde in Türkisch und Englisch übersetzt und hat eine ganze Generation von Sprachwissenschaftlern in Aserbaidschan beeinflusst.
Veysəlli entwickelte die Prosodietheorie, der von ihm im Jahr 1993 eingeführte Begriff der Synharmonie in Turksprachen, insbesondere im Aserbaidschanischen, ist von Fachkollegen hochgeschätzt.
Veysəlli ist Mitglied des Deutschen Germanistenverbands. Er ist in Weltkongressen für Phonetische Wissenschaften (1967, 1995) und in Welttagungen der Deutschlehrer (2005, 2009) mit Vorträgen aufgetreten. Er hat 5 Jahre in der Friedrich Naumannstiftung als Dolmetscher gearbeitet (2002–2007).

## Veröffentlichungen
- Alman dilinin fonetikası. Baku, 1980 (Phonetik der deutschen Sprache);
- Lehrbuch der deutschen Phonetik. (1989);
- Fonetika və fonologiya məsələləri. Baku, 1993 (Probleme der Phonetik und Phonologie);
- Dilimiz, qayğılarımız və qeyrətimiz. Baku, 1997 (Unsere Sprache, unsere Sorgen und unsere Ehre);
- German dilçiliyinə giriş. Baku, 2011, 3-cü nəşr (Einführung in die germanistische Linguistik);
- Einführung in die Phonologie. Baku, 2004;
- Dil, cəmiyyət və siyasət.Baku, 2004 (Sprache, Gesellschaft und Politik) ;
- Struktur dilçiliyin əsasları. Studia Philologica. I, II, III, İV, V. Baku, 2005, 2008, 2009, 2001, 2013 (Grundlagen der strukturellen Linguistik);
- Dilçilik ensiklopediyası. I, II, Baku, 2006, 2008 (Linguistische Enzyklopädie)
- Semiotika. 2010
- Dilçiliyin əsasları. Baku, 2013 (Grundlagen der Sprachwissenschaft);
- Элементы общей и частной лингвистики. .Баку, 2012 (Elemente der allgemeinen und speziellen Linguistik)

Fəxrəddin Veysəlli hat folgende Werke ins Russische und Aserbaidschanische übersetzt
- N. S. Trubetzkoy. Grundzüge der Phonologie. Baku, 2012;
- E. Coseriu. Einführung in die allgemeine Sprachwissenschaft. Baku, 2005;
- R. Jakobson. Kindersprache, Aphasie und Allgemeine Lautgesetze. Baku, 1993.
- Das Nibelungenlied. Baku, 2012.
- F. Nietzsche. Also sprach Zarathustra. Baku, 2013.